# The Outlaw Deputy (film 1935)
The Outlaw Deputy è un film del 1935 diretto da Otto Brower.

## Trama
Tim Mallory è stato un fuorilegge, ma ora sta cercando di rifarsi una vita. Vuole però trovare l'assassino di Chuck, il suo fraterno amico. Dopo aver sventato una rapina organizzata da uno dei suoi vecchi compari, viene nominato vice sceriffo. Tim è convinto che il responsabile della morte di Chuck sia Houger. Ne avrà conferma quando lo vedrà sfoggiare l'orologio dell'amico morto. Ma vendicarsi non sarà semplice, perché Tim, riconosciuto e denunciato da uno dei membri della vecchia banda, è stato arrestato.

## Produzione
Il film fu prodotto dalla Puritan Pictures Corporation
Venne girato a Los Angeles, all'Iverson Ranch - 1 Iverson Lane, Chatsworth.

## Distribuzione
Distribuito dalla Puritan Pictures Corporation, il film uscì nelle sale cinematografiche USA il 20 giugno 1935. In Brasile, è conosciuto con il titolo Falso Criminoso o con quello della riedizione, O Falso Delegado.
Ne sono usciti varie edizioni in DVD (Comet Video e Alpha Video Distributors) e in VHS (Grapevine Video), con i diritti mondiali che, dal 2007, appartengono alla Reel Media International.